# کارخانه سیمان آبیک
کارخانه سیمان آبیک در سال ۱۳۴۸ تأسیس شد. واحد اول آن در سال ۱۳۵۲ با ظرفیت اسمی ۳۵۰۰ تن کلینکر در روز و واحد دوم با ظرفیت اسمی ۴۰۰۰ تن کلینکر در روز در سال ۱۳۵۸ به بهره‌برداری رسید.
در نیمه دوم سال ۱۳۸۸ واحد اول با ظرفیت اسمی روزانه ۸۵۰۰ تن در روز بهینه‌سازی گردید.

## آلودگی هوا
شهرستان آبیک در فاصله حدوداً ۵ کیلومتری کارخانه سیمان آبیک واقع شده است که مردم این شهر، در نتیجه فعالیت این کارخانه و نیروگاه شهید رجایی آلودگی شدید هوا بیش از حد استاندارد را تجربه می‌کنند.
علاوه بر آلاینده‌های فیزیکی و آلودگی هوا طی فرایندهای مربوط به تولید سیمان، این اثرات زیست‌محیطی به تخلیه عناصر غیر زنده و گرم شدن کره زمین منجر می‌شود.
ارتباط بیماری‌هایی نظیر سرفه مقاوم، اخلاط، برونشیت مزمن در اثر آلودگی سیمان ثابت شده است و جمعیت ۱۰۰ هزار نفریِ شهرستان آبیک سال‌هاست در معرض این آلودگی قرار دارد، و در بعضی از روز های سال به عنوان آلوده ترین شهر دنیا نیز شناخته میشود.
با وجود پیگیری‌های مکرر مردم و مسئولین شهرستان آبیک، تاکنون هیچ اقدام عملی و مؤثر از سوی دولت برای حل این معضل صورت نگرفته است.